# Шорга (река)

Шорга (уст. Шуворта) — река в России, протекает в Усть-Кубинском и Харовском районах Вологодской области. Устье реки находится в 67 км по правому берегу реки Кубена. Длина реки составляет 15 км.
Исток Шорги в 25 км к западу от Харовска. Все течение реки за исключением последних километров перед устьем проходит по ненаселённому заболоченному лесу. Первый километр река течёт по территории Усть-Кубинского, остальное течение проходит по Харовскому району. Генеральное направление — северо-восток, затем юго-восток. Крупных притоков нет. В районе впадения Шорги в Кубену стоят несколько деревень Кубенского сельского поселения: Кудрявцево, Коркинское и Зимница.

## Данные водного реестра
По данным государственного водного реестра России относится к Двинско-Печорскому бассейновому округу, водохозяйственный участок реки — озеро Кубенское и реки Сухона от истока до Кубенского гидроузла, речной подбассейн реки — Сухона. Речной бассейн реки — Северная Двина.
По данным геоинформационной системы водохозяйственного районирования территории РФ, подготовленной Федеральным агентством водных ресурсов:
- Код водного объекта в государственном водном реестре — 03020100112103000006112
- Код по гидрологической изученности (ГИ) — 103000611
- Код бассейна — 03.02.01.001
- Номер тома по ГИ — 03
- Выпуск по ГИ — 0